# Christopher McQuarrie
Christopher McQuarrie (Princeton, Nueva Jersey, 25 de octubre de 1968) es un guionista, director y productor estadounidense. Es colaborador regular del director Bryan Singer, coescribió el guion de Public Access, escribió el de The Usual Suspects, coescribió y produjo Valkyrie y coescribió Jack the Giant Slayer y Al filo del mañana.
McQuarrie ganó el premio Óscar al mejor guion original por The Usual Suspects. Su gran éxito fue The Tourist, que recaudó 278 millones de dólares. Como director, escribió y dirigió The Way of the Gun y Jack Reacher. También dirigió Misión: Imposible - Nación Secreta, su cuarta colaboración con Tom Cruise después de Valkyrie, Jack Reacher y Al filo del mañana. También creó la serie Persons Unknown.

## Primeros años

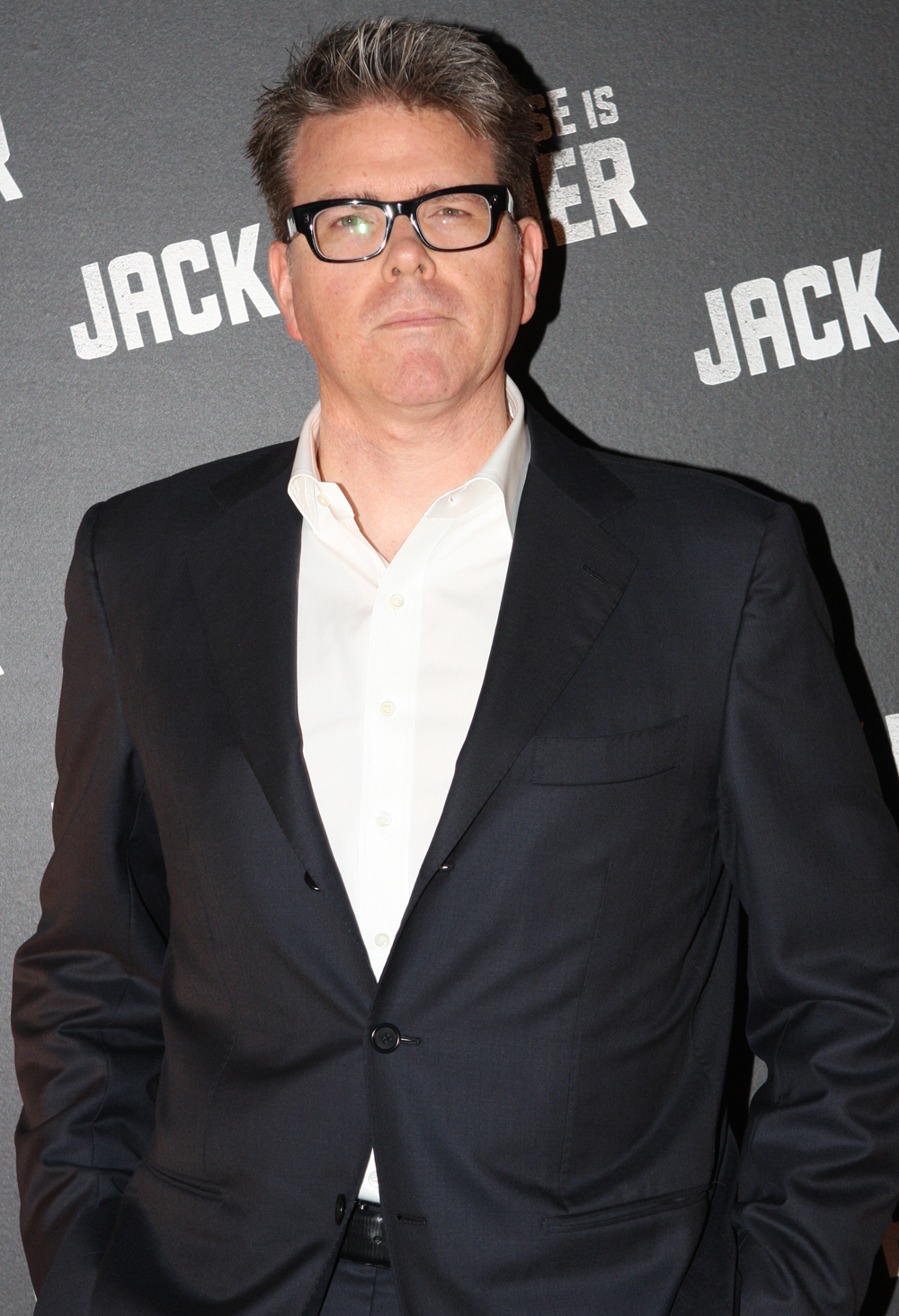
McQuarrie en 2012

McQuarrie fue criado en Princeton Junction. Trabajó como asistente en la Escuela Cristiana en Perth, y en una agencia de detectives.

## Premios y distinciones
Premios Óscar
| Año  | Categoría            | Película           | Resultado |
| ---- | -------------------- | ------------------ | --------- |
| 1996 | Mejor guion original | The Usual Suspects | Ganador   |
| 2023 | Mejor película       | Top Gun: Maverick  | Nominado  |
| 2023 | Mejor guion adaptado | Top Gun: Maverick  | Nominado  |

Premios BAFTA
| Año  | Categoría            | Película           | Resultado |
| ---- | -------------------- | ------------------ | --------- |
| 1995 | Mejor guion original | The Usual Suspects | Ganador   |

## Filmografía

### Director

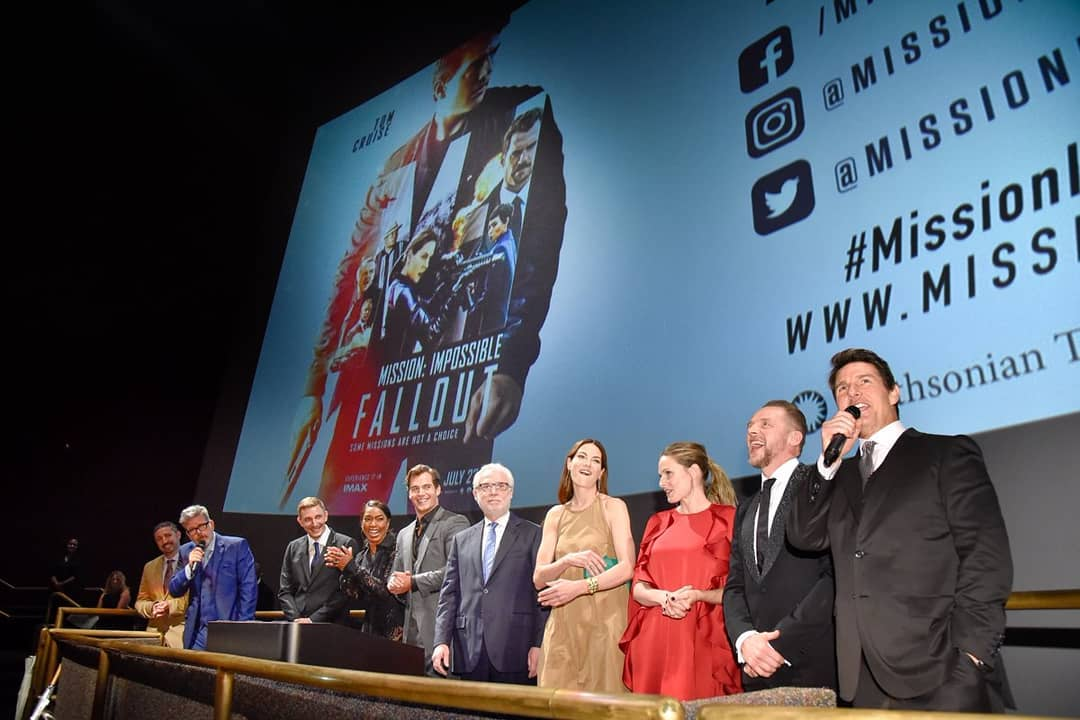
Tom Cruise, Christopher McQuarrie, Rebecca Ferguson, Simon Pegg, Michelle Monaghan, Henry Cavill, Angela Bassett, Frederick Schmidt y Wolf Blitzer en el estreno de Mission: Impossible - Fallout.

- The Way of the Gun (2000) – También fue guionista
- Jack Reacher (2012) – También fue guionista (adaptado de novela)
- Misión: Imposible - Nación Secreta (2015) – (adaptado de serie de televisión)
- Mission: Impossible - Fallout (2018) – (adaptado de serie de televisión)
- Mission: Impossible - Dead Reckoning (2023)
- Mission: Impossible - The Final Reckoning (2025)

### Escritor
- Public Access (1993) – Coescritor con Bryan Singer y Michael Feit Doug
- The Usual Suspects (1995)
- Valkyrie (2008) – Productor y coescritor con Nathan Alexander
- The Tourist (2010) – Coescritor con Florian Henckel von Donnersmarck y Julian Fellowes
- Jack the Giant Slayer (2013) – Coescritor con Mark Bomback, Darren Lemke y Dan Studney (basado en una idea por Lemke)
- Al filo del mañana (2014) – Coescritor con Jez Butterworth y John-Henry Butterworth
- La momia (2017) – Guionista

### Televisión
- NYPD Blue (1994) – Escritor (un episodio)
- The Underworld (1997) – Escritor
- Persons Unknown (2010) – Creador, productor ejecutivo